# Paraninoe brevipes
Paraninoe brevipes är en ringmaskart som först beskrevs av McIntosh 1903.  Paraninoe brevipes ingår i släktet Paraninoe och familjen Lumbrineridae. Arten har ej påträffats i Sverige. Inga underarter finns listade i Catalogue of Life.